# Лалмохан
Лалмохан (бенг. লালমোহন, англ. Lalmohan) — город на юге Бангладеш, административный центр одноимённого подокруга. Площадь города равна 21,65 км². По данным переписи 2001 года, в городе проживало 17 310 человек, из которых мужчины составляли 51,08 %, женщины — соответственно 48,92 %. Плотность населения равнялась 1288 чел. на 1 км². Уровень грамотности населения составлял 28,38 % (при среднем по Бангладеш показателе 43,1 %). 